# Julebord

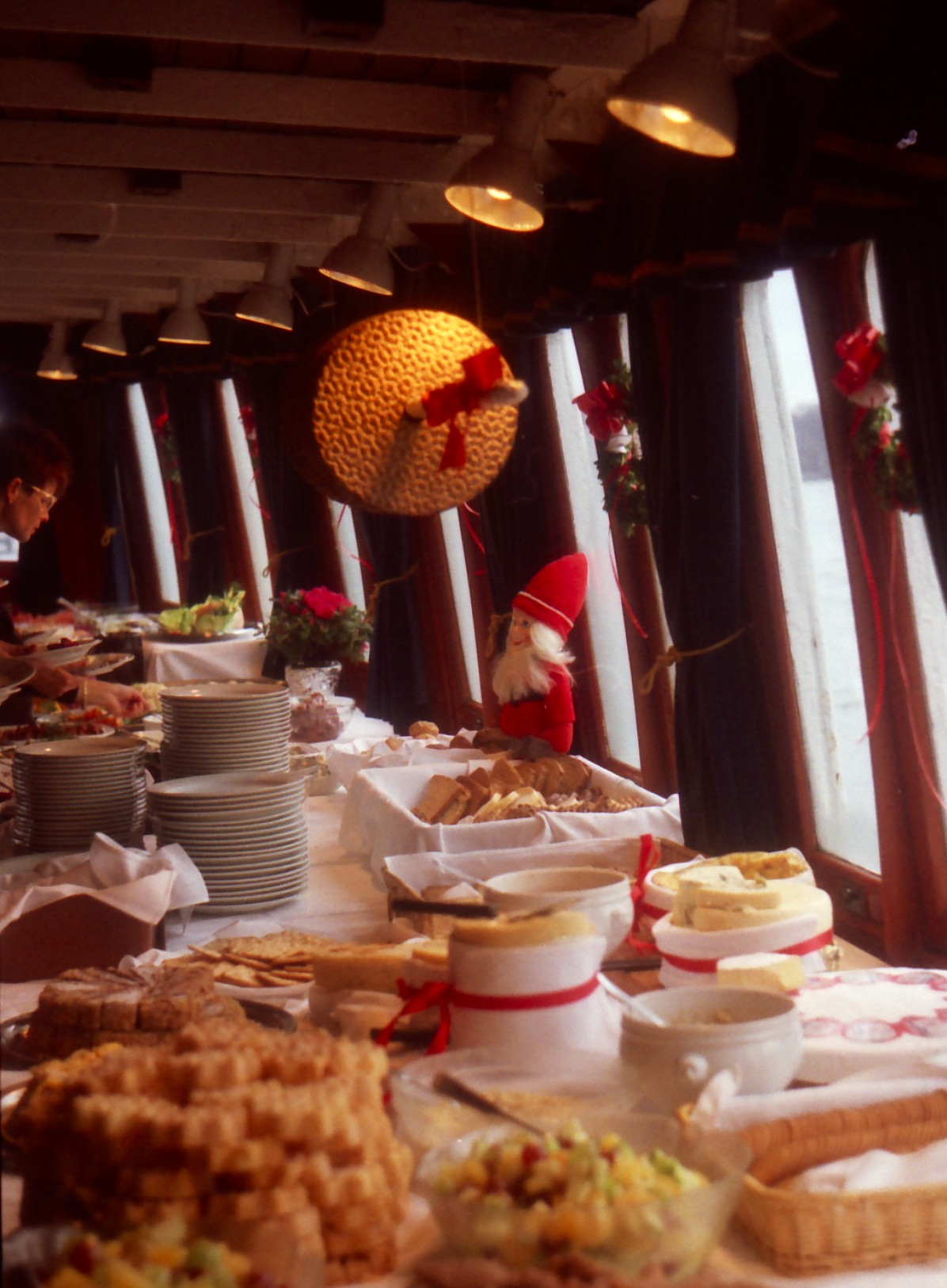
Julbord sueco a bordo do barco de cruzeiro Gustavsberg VII em 1990

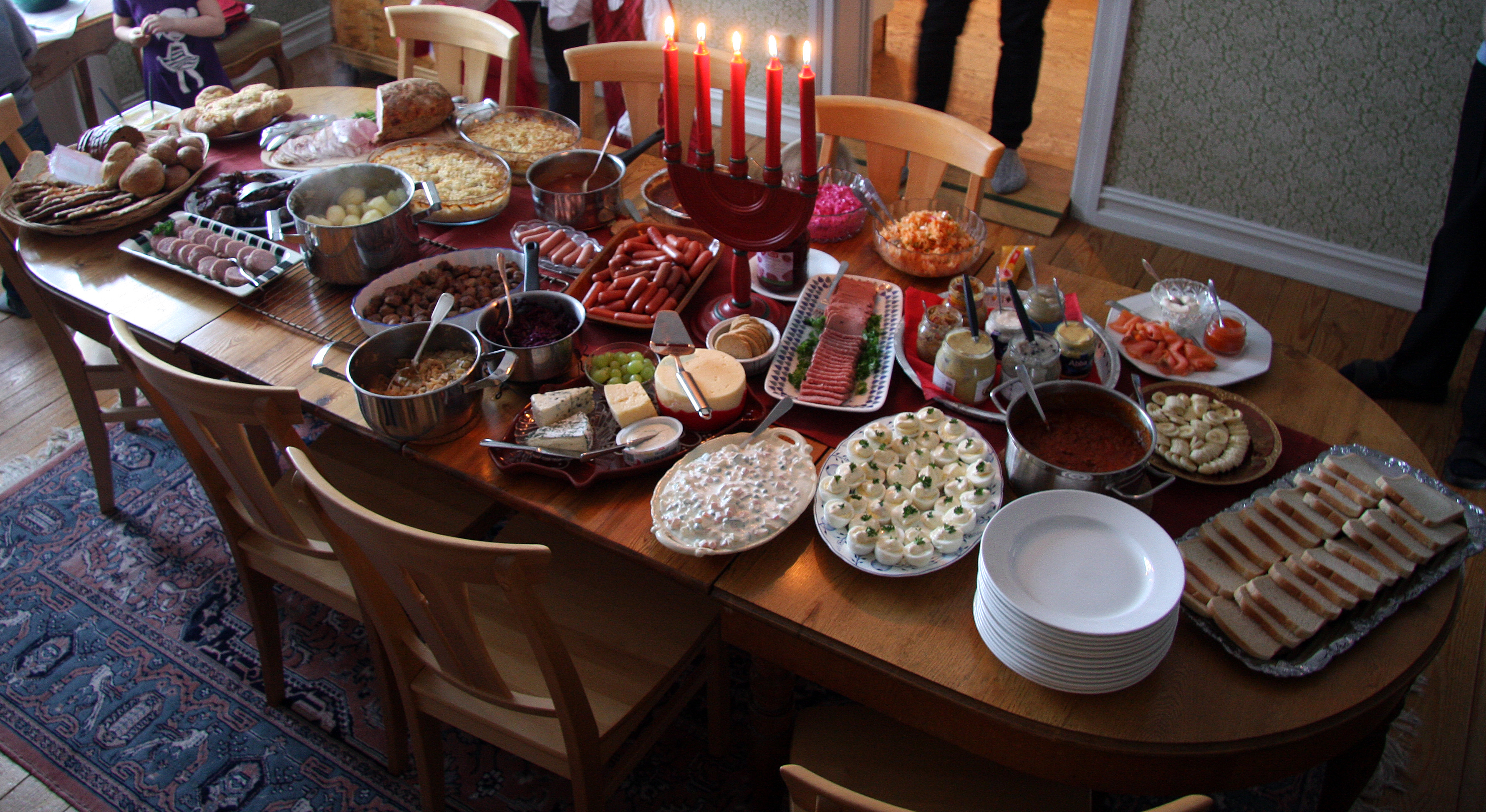
Mesa de Julbord numa casa sueca

Julebord (Norueguês e Sueco julbord; Dinamarquês julefrokost) é um banquete Escandinavo que ocorre durante a época do Natal, onde comida tradicional de Natal e bebidas alcoólicas são servidas geralmente na forma de um buffet. Originalmente, o julebord pertencia ao próprio Natal, ou seja, o período a partir do dia de Natal em diante. Hoje, o julebord é frequentemente organizado por empregadores ou organizações para os funcionários ou membros.
Muitos julebords são caracterizados por grandes quantidades de comida e bebida, tanto tradicionais como novas, pratos quentes e frios. Frequentemente, há festas animadas e a festa pode ser um importante ponto de encontro social para os colegas. Os Julebords são uma tradição popular que cria alta temporada para a indústria de restaurantes, a indústria de táxis e empresas de balsas durante esta temporada.

## Etimologia
A palavra norueguesa julebord e a palavra sueca julbord são traduzidas diretamente como "mesa de Natal", enquanto a palavra dinamarquesa julefrokost significa "almoço de Natal ".

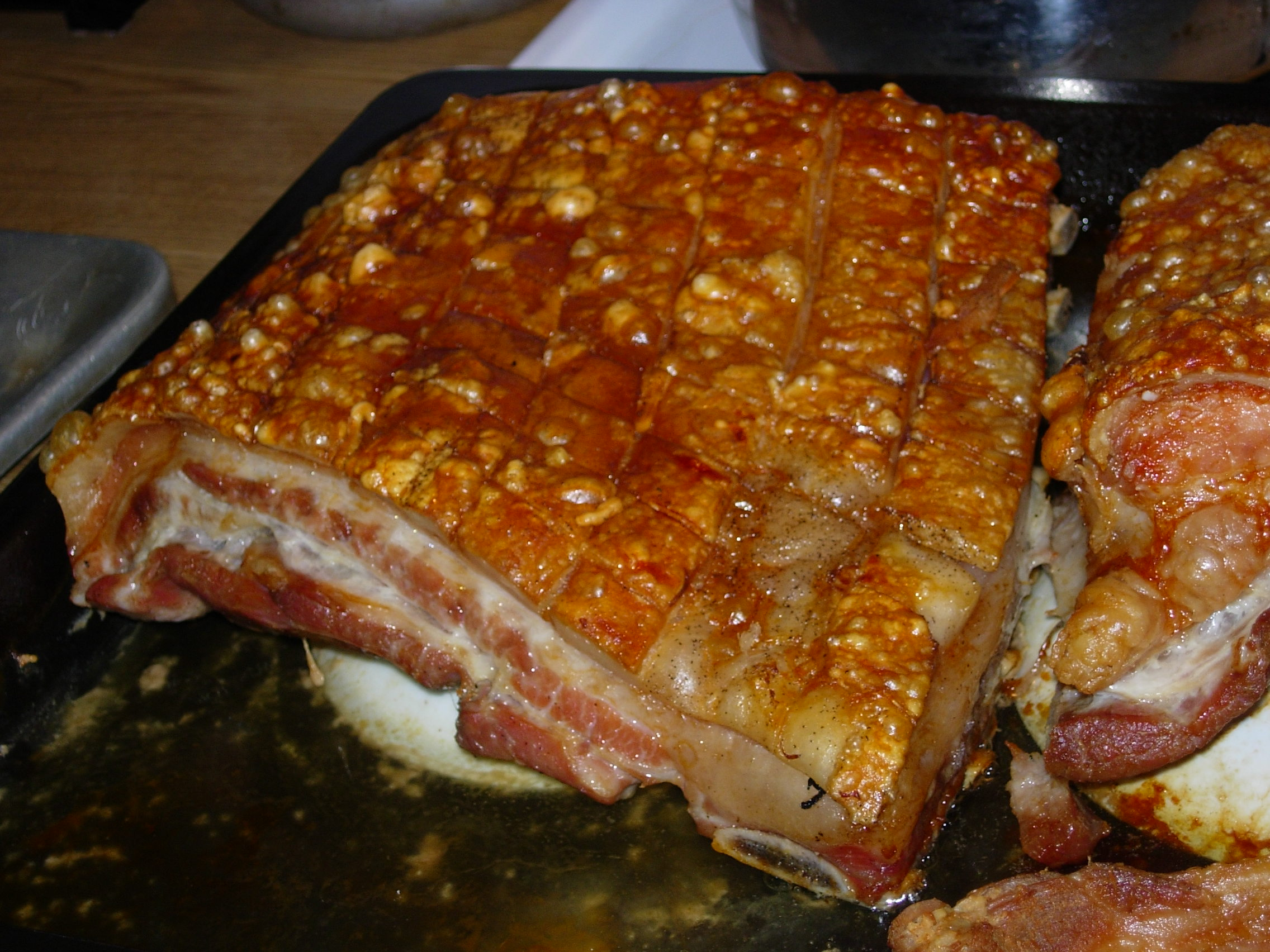
Costelas de porco de Natal (svineribbe)

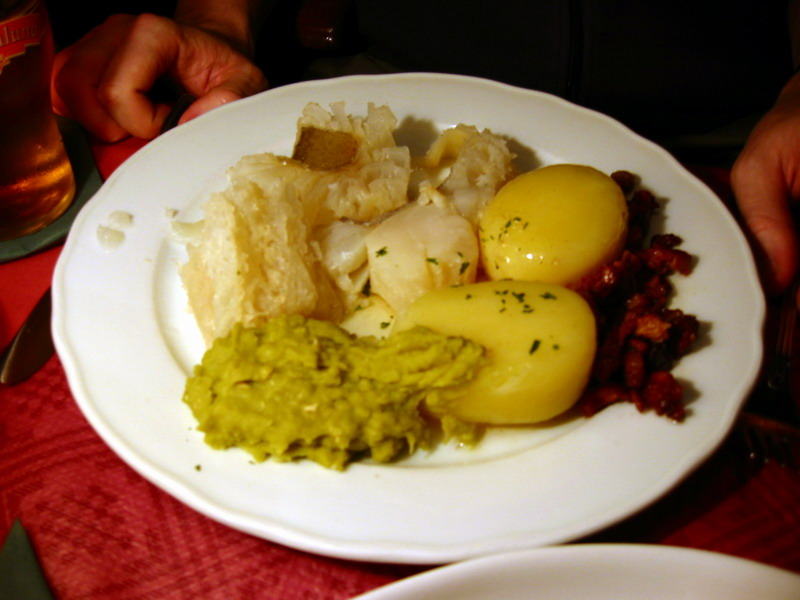
Um prato de lutefisk, que é típico para Julebord

## Cozinha tradicional Julebord
A comida tradicional de Natal é geralmente servida nos eventos Julebord. Estes incluem: arroz doce  risengrynsgraut , costela de porco (ribbe), cordeiro ou carneiro (pinnekjøtt), salsicha picante (medisterpølse) e lutefisk. A refeição geralmente é servida com repolho azedo ([surkål ), couve de bruxelas e geléia de lingonberry. É costume beber vinho quente (Glögi), cerveja de Natal (juleøl) ou akevitt como aperitivo.